# توم لويس (لاعب غولف)
توم لويس (بالإنجليزية: Tom Lewis)‏ هو لاعب غولف بريطاني، ولد في 5 يناير 1991 في ولوين جاردن سيتي في المملكة المتحدة.

## وصلات خارجية
- توم لويس على موقع رابطة لاعبي الغولف المحترفين (الإنجليزية)
- توم لويس على موقع رابطة أوروبا للاعبي الغولف المحترفين (الإنجليزية)
- توم لويس على موقع التصنيف العالمي الرسمي للغولف (الإنجليزية)